# Дауйотеляй (Расейняйський район, Немакщяйське староство)
Дауйотеляй (Daujotėliai) — хутір у Литві, Расейняйський район, Немакщяйське староство, знаходиться за 7 км від села Немакщяй. 2001 року в Дауйотеляї ніхто не проживав.

## Принагідно
- Daujotėliai (Nemakščiai)

| Литва | Це незавершена стаття з географії Литви. Ви можете допомогти проєкту, виправивши або дописавши її. |